# Rozvadov
Rozvadov – gmina w Czechach, w powiecie Tachov, w kraju pilzneńskim. Według danych z dnia 1 stycznia 2013 liczyła 782 mieszkańców.

## Podział gminy
- Rozvadov
- Diana
- Milíře
- Nové Domky
- Rozcestí
- Svatá Kateřina